# Stedingen
Stedingen  is een agrarisch, grotendeels uit weiland bestaand, gebied ten zuidwesten van Bremen.
Het ligt aan de zuidkant van de Wezer, dicht bij de monding van die rivier. Het gebied ligt deels iets beneden zeeniveau, waardoor dijken nodig zijn ter voorkoming van overstroming. 
Stedingen werd in de 10e, 11e en 12e eeuw ingepolderd, deels door Friezen. Deze Friezen kwamen rond 1140 tegen de landheer, de aartsbisschop van Bisdom Bremen in opstand. Zij meenden vrijgesteld te zijn van de verplichting om aan hem tienden af te dragen. Dit leidde tot de Kruistocht tegen de Stedingers.